# George Leslie Brown
George Leslie Brown (ur. 1 lipca 1926 w Lawrence, Kansas, zm. 31 marca 2006) – amerykański polityk, pierwszy czarnoskóry obywatel USA wybrany na stanowisko zastępcy gubernatora stanu (Pinckney Benton Stewart Pinchback był pierwszym pełniącym), członek Partii Demokratycznej.
Służył w lotnictwie w czasie II wojny światowej. W 1950 ukończył studia dziennikarskie na University of Kansas, studiował również w Harvard Business School, na University of Colorado i University of Denver. Przez czternaście lat pracował jako dziennikarz w "The Denver Post" oraz prowadził program radiowy. Wykładał dziennikarstwo w Colorado University School of Journalism, w 1962 był jednym z czterech dziennikarzy odbywających podróż po Europie i Afryce z ramienia amerykańskiego Departamentu Stanu. Pracował również w administracji stanowej w Denver.
W 1955 został po raz pierwszy wybrany do Senatu stanowego Kolorado. Zasiadał w izbie przez pięć kadencji. W 1974 przyjął propozycję Dicka Lamma, ubiegającego się o stanowisko gubernatora, i został wybrany na jego zastępcę. Był pierwszym afroamerykańskim zastępcą gubernatora w USA (kilka godzin po nim zaprzysiężony został zastępca gubernatora Kalifornii, Mervyn Dymally). Na stanowisku tym zasłynął kilkoma niezręcznościami, m.in. przekroczył swój budżet. W czasie jednej z konferencji prasowych wspominał, że po wypadku lotniczym w czasie treningu wojskowego trafił na rasistowską farmę i został napiętnowany znakiem Ku Klux Klanu, co w rzeczywistości okazało się znakiem bractwa studenckiego Kappa Alpha Psi.
Pełnił funkcję zastępcy gubernatora Kolorado do 1979. Przeniósł się następnie do Nowego Jorku, gdzie był wiceprezydentem przedsiębiorstwa lotniczego Grumman Corporation. Przeszedł na emeryturę w 1996. Działał w środowisku Afroamerykanów.
Od 1978 był żonaty z Modeen Broughton, miał czworo dzieci (Gail, Cynthię, Kim i Laurę).